# Set the Twilight Reeling
Set the Twilight Reeling – osiemnasty album Lou Reeda wydany 20 lutego 1996 przez wytwórnię Warner Bros. Records. Nagrań dokonano w 1995 w The Magic Chop oraz na żywo w The Roof (Nowy Jork). 

## Lista utworów
1. "Egg Cream" (L. Reed) – 5:18
2. "NYC Man" (L. Reed) – 4:56
3. "Finish Line" (L. Reed) – 3:23
4. "Trade In" (L. Reed) – 4:58
5. "Hang on to Your Emotions" (L. Reed) – 3:46
6. "Sex with Your Parents (Motherfucker)", Pt. 2 (L. Reed) – 3:37
7. "Hookywooky" (L. Reed) – 4:19
8. "The Proposition" (L. Reed) – 3:27
9. "Adventurer" (L. Reed) – 4:18
10. "Riptide" (L. Reed) – 7:46
11. "Set the Twilight Reeling" (L. Reed) – 5:04

- Utwór "Sex With Your Parents (Motherfucker)" nagrano 14 lipca 1995 w The Roof (Nowy Jork)

## Skład
- Lou Reed – śpiew, gitara
- Fernando Saunders – gitara basowa, gitara akustyczna w "NYC Man", dalszy śpiew
- Tony "Thunder" Smith – perkusja, dalszy śpiew
- Oliver Lake, J.D. Parran, Russell Gunn, Jr. – rogi w "NYC Man"
- Roy Bittan – pianino w "Finish Line"
- Mino Cinelu – instr. perkusyjne w "Finish Line"
- Laurie Anderson – dalszy śpiew w "Hang On To Your Emotions"
- Struan Oglanby – programowanie